# Rada pro reklamu
Rada pro reklamu je samostatný nestátní orgán, spolek, který vznikl v roce 1994 a navazuje na českou legislativu, respektive doplňuje ji o etické podmínky pro reklamu jako takovou. Cílem tohoto orgánu je určité omezení reklamního průmyslu, aby nedocházelo k etickým či morálním poškozením společnosti v zemi, kde se daná reklama objevuje. Od roku 1995 je rada pro reklamu členem EASA – Evropské asociace samoregulačních orgánů, na jejíž kodex sama navazuje. Nejvyšším orgánem Rady je Valná hromada. Sídlí v Praze na Malostranském náměstí.

## Předmět činnosti Rady
Rada se konkrétně zabývá reklamou:
- v tisku
- na plakátovacích plochách
- zásilkových služeb
- v audiovizuální produkci
- v kinech
- v rozhlasovém a televizním vysílání
- na internetu.

Rada pro reklamu se distancuje od volebních reklam či reklam politických stran.

## Princip fungování Rady
Rada pro reklamu je samoregulační orgán, tzn. nezabývá se sama od sebe každou reklamou, jež vznikla či je odvysílána na území České republiky. Reklamní společnosti se řídí určitým etickým kodexem, Rada zasahuje na základě podané stížnosti na danou reklamu, či pokud sama dospěje k názoru, že daná reklama porušuje etický kodex. Aby stížnost pro Radu byla oprávněná, musí se jednat o etické či morální porušení kodexu, nikoli však porušení zákona. Konkrétně se může jednat o výskyt sexismu, přílišného násilí, ohrozření ochrany spotřebitele, nabádání k užívání návykových látek apod.
Kontrolorem reklamního průmyslu se tak může stát každá fyzická či právnická osoba, která podá Radě pro reklamu stížnost na konkrétní případ.

## Pravomoc Rady
Jako nestátní instituce nemá Rada pro reklamu pravomoc pro udělování finančních pokut a své rozhodnutí tak podává formou doporučení. Je však způsobilá k podávání odborného posudku, na jehož základě může rozhodnout příslušný krajský živnostenský úřad, který má již zákonem danou pravomoc k udělování sankcí - např. finanční pokuty.[zdroj⁠?!]
Další pravomocí Rady je vydávání posudku, tzv. Copy Advice. Jedná se o písemné vyjádření Rady k připravované reklamní kampani včetně případného doporučení změn.